# Olinthus Gregory
Olinthus Gilbert Gregory (Yaxley, 29 de enero de 1774 - Woolwich, 2 de febrero de 1841) fue un matemático inglés.

## Biografía
Nació el 29 de enero de 1774 en Yaxley, Huntingdonshire. Fue instruido por Richard Weston, un botánico de Leicester. En 1793 publicó el tratado Lessons Astronomical and Philosophical. En 1796 se trasladó a Cambridge, ejerciendo de subeditor en el periódico semanal The Cambridge Intelligencer, y abriendo una tienda de libros. En 1802 fue maestro de matemáticas en Woolwich bajo la influencia del matemático Charles Hutton, pasando a ser catedrático cuando en 1807 Hutton dimitió. En 1838, una deteriorada salud le obligó a forzar su dimisión, muriendo en Woolwich el 2 de febrero de 1841.
Gregory fue uno de los fundadores de la Royal Astronomical Society. En 1802 fue editor del Gentlemen's Diary, y en 1813 coeditor de Pantologia. En 1818 fue editor de The Ladies' Diary y superintendente de los almanaques de la Stationers' Company.

## Obra
Gregory escribió Hints for the Use of Teachers of Elementary Mathematics (1840, nueva edición en 1853), y Mathematics for Practical Men (1825), el cual fue revisado y ampliado posteriormente por Henry Law en 1848, y en 1862 por J. R. Young. También escribió Letters on the Evidences of Christianity (1815), que ha sido reimpresa en multitud de ocasiones, publicándose un resumen de dicha obra en "The Religious Tract Society" en 1853. En 1833 publicó Biography of Robert Hall, apareciendo por primera vez en la edición completa de los trabajos de Hall, y que ha pasado por múltiples ediciones. Su obra Memoir of John Mason Good (1828) tuvo menor repercusión debido a la escasa popularidad del individuo.